# Lukáš Juliš
Lukáš Juliš (ur. 2 grudnia 1994 w Chrudimi) – czeski piłkarz występujący na pozycji napastnika w słowackim klubie MŠK Žilina.